# Margaret Hardenbroeck
Margaret Hardenbroeck de Vries Philipse, née en 1637 et morte en 1691, est une marchande importante et riche de la province coloniale de New York. Elle hérite d'une grande richesse de son premier mari après sa mort prématurée, et épouse plus tard un autre marchand et propriétaire, Frederick Philipse,.

## Jeunesse
Margaret Hardenbroeck naît Margareta dans la vallée du Rhin des Pays-Bas à Elberfield. Elle est la fille d'Adolph Hardenbruk, un émigrant allemand qui vit dans le New Jersey en face de la colonie hollandaise de New Amsterdam, avec son frère aîné Abel Hardenbroeck, qui devient serviteur sous contrat de la famille Ten Eyck.

## Carrière
Elle s'établit dans la ville en plein essor à la fin des années 1650 travaillant comme agent de recouvrement pour son cousin, Wolter Valck. Elle travaille également comme agent commercial pour plusieurs marchands hollandais, échangeant de petits articles tels que des épingles, des huiles de cuisson et du vinaigre contre des fourrures.

### Saisie britannique
Le second mariage de Margaret Hardenbroek est régi par la loi néerlandaise qui permet aux femmes de conserver leur identité légale et de faire des affaires en leur propre nom, appelé usus. De plus, elle signe un accord prénuptial garantissant que sa fille, de son premier mariage, hériterait de toutes les richesses de son ex-mari, ainsi que de tout ou partie des siens. Elle possède des lots de maisons à Manhattan et à Bergen, ainsi que plusieurs navires, dont le New Netherland Indian, le Beaver, le Pearl et le Morning Star,.
En 1664, les Britanniques s'emparent de New Amsterdam et, en vertu des nouvelles lois britanniques, beaucoup de ses droits lui sont enlevés. Bien qu'étant une femme d'affaires et marchande accomplie,, en tant que femme, elle n'est plus considérée comme légalement indépendante. Elle n'est donc pas en mesure d'acheter des biens sous sa propre autorité ou d'agir en qualité de mandataire. De plus, tous les bénéfices réalisés par ses entreprises florissantes appartiennent désormais légalement à son mari. Margaret Hardenbroeck continue de diriger les entreprises et, grâce à sa richesse, son mari prétends à ses avoirs. Il devient l'un des hommes les plus riches de New York.
Ensemble, le couple achète de nombreuses propriétés et étends ses activités commerciales transatlantiques. Dès son premier mariage, Margaret Hardenbroek possède plusieurs navires, dont le King Charles. Elle effectue plusieurs voyages entre l'Europe et l'Amérique sur ceux-ci en tant que subrécargue, responsable de tous les achats et ventes de marchandises. Parmi les principales cargaisons des Philipse se trouvent des esclaves. Le couple est considéré comme les plus grands marchands d'esclaves des colonies du nord. Ils utilisent également beaucoup d'esclaves dans leurs entreprises et l'exploitation de leur manoir de 52 000 acres.

## Vie privée
Le 10 octobre 1659, Margaret Hardenbroek épouse Peter Rudolphus de Vries et continue à faire des affaires sous son nom de jeune fille. En 1660, ils eurent une fille: 
- Eva de Vries (née en 1660), qui a épousé Jacobus Van Cortlandt, un riche marchand qui a été 30e et 33e maire de New York et était le frère de Stephanus van Cortlandt[12].

En 1661, son mari meurt, en laissant des biens considérables.
Par l'intermédiaire de sa fille, elle était la grand-mère de Frederick Van Cortlandt et de Mary Van Cortlandt. Mary Van Cortlandt épouse Peter Jay en 1728 et devient la mère du Père fondateur, John Jay.

### Second mariage

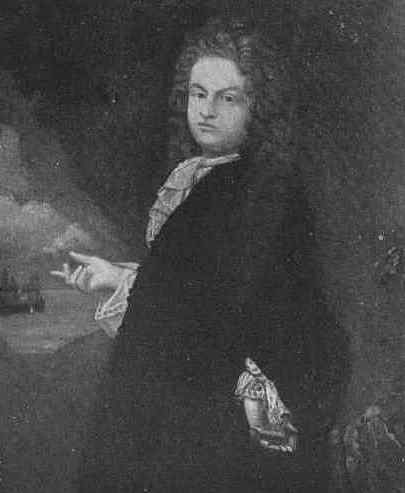
Frederick Philipse, 1er seigneur de Philipse Manor et deuxième mari de Margaret Hardenbroeck

En 1662, Margaret Hardenbroek épouse Frederick Philipse, dans un mariage usus (sous la loi néerlandaise). Son mari est un marchand qui, grâce au commerce avec les Indiens et de bonnes relations avec les gouverneurs, devient l'un des principaux hommes de la colonie. Lors de leur union, le tribunal des maîtres orphelins de New Amsterdam demande à Margaret Hardenbroek de dresser un inventaire de l'héritage parental de son enfant. En raison de son état instable, elle ne peut pas le faire. Son mari adopte sa fille de deux ans, Eva. Il lui promet qu'Eva Hardenbroek hériterait de la moitié de ses biens et que si d'autres enfants naissaient, elle partagerait à parts égales avec eux. Ensemble, le couple a plusieurs enfants, dont : 
- Philip Philipse, qui a épousé Maria Sparks[2], fille du gouverneur Sparks de la Barbade[16].
- Adolphus Philipse,
- Annetje Philipse, qui a épousé Phillip French II, le 27e maire de New York.
- Rombout Philipse.

Son petit-fils par l'intermédiaire de son fils aîné Philip, est Frederick Philipse II, le 2e seigneur du manoir de Philipsburg qui épouse Johanna Brockholst, fille d'Anthony Brockholst, gouverneur par intérim de l'état Colonial New York .
La sœur de Johanna, Susannah Brockholst était mariée à Phillip French III, les parents de Susanna French, qui épousa William Livingston, " War-Governor " pendant la Révolution américaine, et était la mère de Henry Brockholst Livingston, qui est juge associé de la Cour suprême des États-Unis de 1806 à 1823,.